# Callistege oranensis
Callistege oranensis là một loài bướm đêm trong họ Erebidae.